# Łojdy
Łojdy [pronunciación en polaco: /ˈwɔi̯dɨ/] (en alemán: Loyden)  es una aldea en el distrito administrativo de Gmina Bartoszyce, dentro del condado de Bartoszyce, voivodato de Varmia y Masuria, en el norte de Polonia, cerca de la frontera con el óblast de Kaliningrado de Rusia.  Se encuentra aproximadamente 4 kilómetros al noroeste de Bartoszyce y 57 kilómetros al norte de la capital regional, Olsztyn.